# Botryosporium
Botryosporium é um género de fungo pertencente à ordem Hypocreales, contudo de família desconhecida.
O género possui uma distribuição cosmopolita.
Espécies:
- Botryosporium diffusum Corda
- Botryosporium elegans (Corda) Corda
- Botryosporium erumpens Schwein.
- Botryosporium hamatum Bonord.
- Botryosporium hughesii Vincent & W.H.Blackw.
- Botryosporium indicum Tilak
- Botryosporium leucostachys Zopf
- Botryosporium longibrachiatum (Oudem.) Maire
- Botryosporium madrasense Raghuk.
- Botryosporium magnum Subram. & Sudha
- Botryosporium palmicola Speg.
- Botryosporium peristrophes R.R.Yadav & Dayal
- Botryosporium pulchellum Maire, 1900
- Botryosporium pulchrum Corda
- Botryosporium pyramidale Costantin
- Botryosporium sholayarense V.G.Rao & Varghese